# Viktor Fedorovich Belash
Viktor Fedorovich Belash (1893, Novospasovka - 24 de janeiro 1938) foi o chefe do Estado Maior do Exército Insurgente Revolucionário da Ucrânia (RIAU), sob Nestor Makhno. Ele era da etnia ucraniana.
As Memórias de Belash são uma fonte importante para a história desta insurreição. Depois de Makhno ser forçado a recuar ao longo da fronteira com a Romênia em 16 de agosto de 1921, como resultado de múltiplos ferimentos, Belash dirigiu as operações contra os Bolcheviques em sua ausência.
Ele foi capturado pelos bolcheviques em 23 de setembro de 1921, depois de ter sido gravemente ferido na batalha de Znamenka. Ele foi preso na prisão de Kharkov, onde ele foi condenado à morte. Enquanto na prisão, ele foi incentivado a escrever suas memórias pela Cheka, o que foi capaz de fazer em grande detalhe com a ajuda de outros militares e de suas notas do diário de campanha. Escreveu três grandes livros com essas memórias. Extratos dessas apareceram na edição de número 3 da Letopsis Revoliutsii (Anais da Revolução), maio-junho 1928, com muitas alterações no texto pelos censores soviéticos.
Anistiado pelo governo soviético em 1923, ele foi banido para Krasnodar na região de Kuban. Em 13 de dezembro de 1937 durante o Grande Expurgo de Stalin, ele foi preso e colocado na frente de um pelotão de fuzilamento em 24 de janeiro de 1938.. Ele foi reabilitado postumamente em abril 1976 por "insuficientes evidências".
Seu filho, Alexander, veterano da Segunda Guerra Mundial foi capaz de obter o manuscrito de seu pai nos arquivos do estado russo, publicando eles inicialmente em 1993, a ultima edição foi em 2007 pela editora Babilonia.